# Гомоэротизм в истории кинематографа
Гомоэротичные мотивы в кино долгое время оставались табу: гомосексуальные персонажи отсутствовали, а гомоэротичные сюжетные линии вырезались при экранизации литературных произведений. С зарождением и развитием ЛГБТ-движения гомосексуальные и бисексуальные персонажи постепенно проникают в кино и на телевидение сначала в виде комичных второстепенных героев или отрицательных фигур, а с 1980-х годов и в виде положительных персонажей. Появление фильмов, в которых ЛГБТ-персонажи занимают центральное место, в первую очередь, связывается с независимым кинематографом. В последние годы гомосексуальная тематика нашла отражение и в коммерческом кино.

## Эволюция изображения гомосексуальных персонажей
В течение долгих лет гомосексуальные отношения оставались табу в кинематографе. Затем изображение гомосексуальных фигур было подвержено стойким стереотипам, бытующим в обществе. Гомосексуальные мужчины изображались женоподобными и манерными («пассивы») или представителями «кожаной субкультуры» («активами»). В то время как первая группа геев была представлена либо асексуальными и гротескными комичными персонажами, либо патологичными убийцами, персонажи второй группы демонстрировали агрессивную извращённую сексуальность. При этом обе группы представлялись в качестве угрозы «нормальной» мужской сексуальности и опасности для мальчиков и молодых парней. С развитием ЛГБТ-движения и после стоунволлских событий 1969 года образ гомосексуального мужчины в кино постепенно стал меняться и приобретать позитивные качества. Особое распространение получили при этом гомосексуальные персонажи второго плана в мейнстримовых комедиях.
До последнего времени лесбийские персонажи практически не находили отражения в кино. Это связано с тем, что в общественном сознании гомосексуальность вообще связывается, прежде всего, именно с мужской гомосексуальностью. Кроме того, в большинстве фильмов, изображающих лесбиянок, доминирует мужская гетеросексуальная точка зрения на лесбийские отношения, при которой лесбийская сексуальность либо является слабо выраженной, либо изображение отношений между двумя женщинами ориентировано на фантазии гетеросексуального мужчины. Также лесбиянки нередко изображаются под влиянием клише: как мужеподобные женщины на мотоциклах, гротескные преступницы или патологические убийцы.

## Европейское кино

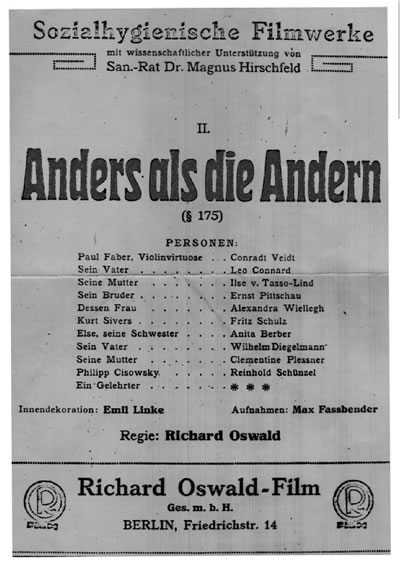
Постер к фильму «Не такой как все» (1919)

### Пионеры европейского кино
Самым первым фильмом, затрагивающим гомосексуальность, считается выпущенный в 1916 году шведский немой фильм «Крылья» Морица Стиллера по роману Германа Банга «Михаэль». В 1924 году роман также экранизировался режиссёром Карлом Теодором Дрейером («Михаэль», Германия, 1924).
В 1919 году немецкий режиссёр Рихард Освальд снял фильм «Не такой как все», в работе над которым принимал участие известный немецкий сексолог Магнус Хиршфельд. Фильм рассказывал о сложностях принятия гомосексуальной идентичности в условиях враждебно настроенного общества, о давлении со стороны семьи вступить в брак, о взаимоотношениях между однополыми партнёрами, о шантаже и о самоубийствах среди гомосексуалов. Показ фильма сопровождался общественными дискуссиями и лекциями Хиршфельда.
Первым фильмом, показавшим лесбийские отношения, вероятно, стал вышедший на экраны в 1929 году в Германии фильм «Ящик Пандоры» Георга Пабста. Два года спустя в 1931 году также в Германии свет увидела картина Леонтины Заган «Девушки в униформе» по роману и пьесе Кристы Винслоэ. Этот фильм причисляют сегодня к классике немецкого кинематографа. В 1933 году также вышла комедия «Виктор и Виктория», рассказывающая о молодой актрисе, выдающей себя за трансвестита с целью добиться успеха. В 1933 году во Франции вышел фильм «Ноль за поведение» Жана Виго, имеющий неявные гомоэротичные мотивы.

### Послевоенное европейское кино
Послевоенное европейское кино обратилось к поискам свободы, в том числе и в вопросах эротизма, хотя моральные табу в обществе ещё были сильны. Одним из первых европейских послевоенных фильмов с гомоэротическим сюжетом стал фильм «Песнь любви» (Франция, 1950) режиссёра Жана Жене, действие которого происходит в тюрьме. В других европейских странах также вышли картины, затрагивающие гей-тематику. Так, фильм «Третий пол» (ФРГ, 1957) рассказывает о пожилом гее, окружающем себя обществом подростков, фильм «Жертва» (Великобритания, 1961, реж. Бэзил Дирден) призывает к отмене уголовного преследования гомосексуальных отношений, фильм «Кожаные парни» (Великобритания, 1964) рассказывает о дружбе двух мотоциклистов — гея и гетеросексуала, а «Особенная дружба» (Франция, 1964) режиссёра Жана Деланнуа — о любви двух школьников.
В 1971 году в ФРГ вышел фильм «Не гомосексуал извращён, а ситуация, в которой он живёт» Розы фон Праунхайм, шокировавший публику откровенностью изображения гей-сообщества. В 1977 году показанный по телевидению ФРГ фильм режиссёра Вольфганга Петерсена «Последствия», рассказывающий о любви заключённого-гомосексуала и сына тюремного надзирателя, вызвал множество критики, а Баварское телевидение даже отключилось от сети вещания во время трансляции фильма.
Итальянский режиссёр Лукино Висконти в совместных с ФРГ фильмах «Гибель богов» (1969), «Смерть в Венеции» (1971) и «Людвиг» (1972) также достаточно открыто затрагивает вопросы гомосексуальности. Гомосексуальность становится центральной темой фильма «Эрнесто» (1979) режиссёра Сальваторе Сампери.
Во Франции Бертран Блие в фильме «Вальсирующие» (Франция, 1974) показывает постельную сцену с участием двух мужчин и одной женщины, а Эдуар Молинаро в фильме «Клетка для чудаков» (Франция, 1978) повествует о двух пожилых геях.

### Период с конца 1980-х

Постер фильма «Моя жизнь в розовом цвете» (1997)

Стивен Фрирз снимает гомосексуальные лав-стори «Моя прекрасная прачечная» (Великобритания, 1985) и «Навострите ваши уши» (Великобритания, 1987), а Дерек Джармен в фильмах «Караваджо» (Великобритания, 1986) и «Сад» (Великобритания-ФРГ, 1990) затрагивает тему взаимоотношения гомосексуальности и искусства. Гомоэротические мотивы появляются также в фильмах «Керель» (ФРГ-Франция, 1982) Райнера Вернера Фасбиндера, «Раненый человек» (1983) Патриса Шеро, «Вечернее платье» (Франция, 1986) Бертрана Блие, «Закон желания» (Испания, 1987) и «Всё о моей матери» (Испания-Франция, 1999) Педро Альмодовара.
Среди фильмов последних десятилетий гомосексуальную тематику затрагивают, например, картины «Будь собой» (Великобритания, 1998), «Покажи мне любовь» (Швеция, 1998), «Эме и Ягуар» (Германия, 1999), «Приключения Феликса» (Франция, 2001) и «Они дрожат перед Богом» (Израиль-Франция-США, 2001)

## Американский кинематограф

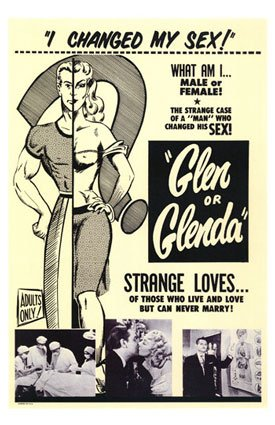
Постер к фильму «Глен или Гленда» (1953)

### Кодекс Хейса и период замалчивания
В результате принятого в США в 1930 году Кодекса Хейса, официально действовавшего до 1967 года, изображение гомосексуальных отношений в кино и на телевидении было запрещено. Ограниченный кодексом Хейса американский кинематограф раннего периода не произвёл сопоставимых европейским фильмов. Вероятно, единственным исключением является лишь экспериментальный декаденсный фильм «Лот в Содоме» (1933).
В то же время традиции театрального травести XIX века успешно перекочевали из театра в кино. В США актёр Джулиан Элтиндж перенёс своих травести-героев из театра в фильмы Адольфа Цукора ещё в 1917 году. Комедия с переодеванием «Тётка Чарлея» Брэндона Томаса впервые экранизировалась уже в 1925 году в качестве немого кино, а затем неоднократно переснималась уже в звуке.
Начиная с фильма «Марокко» (1930), перевоплощение в мужчин практически становится визитной карточкой Марлен Дитрих. А в фильме «Королева Кристина» (1933) с Гретой Гарбо в главной роли кроме переодевания главной героини в мужчину присутствуют многочисленные гомосексуальные намёки. Переодевание главных героев в женщин становится сюжетом фильма «В джазе только девушки» (1959), ставшим впоследствии культовым среди геев.
Гомосексуальность оставалась табу в американском кинематографе вплоть до 1970-х годов. При этом сценарии экранизаций литературных произведений, содержащих гомоэротические мотивы, часто подвергались редакции и цензуре: гомосексуальные персонажи делались гетеросексуалами, как, например, в фильме «Трубач» (1950), или же менялся пол героев, как, например, в фильме по новелле Джеймса Кейна «Серенада» (1956), где гомосексуальный антрепренёр был заменён на роковую женщину в исполнении Джоан Фонтейн. Или же гомосексуальные мотивы просто вырезались из произведения, как, например, в экранизации пьесы Теннеси Уильямса «Кошка на раскалённой крыше» (1958), в результате чего была полностью оставлена за кадром гомосексуальность Брика, имеющая большое значение для понимания некоторых сюжетных линий. В фильме «Полуночный экспресс» (1978) главный герой отвергает гомосексуальные намёки сокамерника, тогда как в романе, по которому был снят фильм, герой признаётся о наличии у него любовной связи в тюрьме.
Тем не менее, во многих фильмах гомосексуальные мотивы проскальзывают неосознанно. Существующие табу не позволяли американским кинематографистам изображать однополые отношения на экране. Многие из них использовали различные спекуляции для отображения гомосексуальных личностей и их переживаний. В частности, автор множества фильмов-ужасов Джеймс Уэйл, сам будучи гомосексуалом, в фильмах «Франкенштейн» (1931) и «Невеста Франкенштейна» (1935) создал своё представление монстра Франкенштейна, в котором он видел своё альтер эго. Среди фильмов со скрытыми лесбийскими посылами принято считать, например, фильмы «Сильная жара» (1953), «Синяя гардения» (1953), «Джонни Гитара» (1954) и «Сорок ружей» (1957). Актрисы Барбара Стэнвик и Джоан Кроуфорд в те годы были кумирами американских лесбиянок.
В 1961 году в журнале Time вышла статья, подвергшая критике британский фильм «Жертва» (1961), поддерживающий декриминализацию гомосексуальных отношений. Любые упоминания о гомосексуальности главного персонажа были также изъяты и в киноэпопее «Лоуренс Аравийский» (1962). В 1961 году вышел фильм «Детский час», впервые открыто упоминающий об отношениях между двумя женщинами. В фильме «Лилит» (1964) лесбийские влечения героини представляются результатом её умопомешательства.

### Шокирование публики и эксплуатационное кино
Начало 1960-х в США ознаменовалось движением за гражданские права в США и несколькими судебными решениями против цензуры литературных произведений, что также дало надежно к ослаблению цензуры в кино. В 1962 году на экраны вышел фильм Отто Премингера «Совет и согласие», в котором один из героев, член Сената США, кончает жизнь самоубийством из-за обвинений в гомосексуальных связях и шантажа. Этот фильм впервые показывает зрителю гей-бар. В 1967 году скрытого гомосексуального офицера сыграл легендарный Марлон Брандо в фильме «Блики в золотом глазу». Герой фильма «Сержант» также заканчивает самоубийством, устав бороться с гомосексуальным соблазном. Лесбийские отношения в фильме «Лис» также заканчиваются смертью одной из героинь.
В результате «движения-68» и стоунволлских событий произошёл очередной переломный момент. В 1970 году вышел фильм молодого режиссёра Уильяма Фридкина «Оркестранты», сюжет которого строился вокруг только гомосексуальных персонажей.
В 1971 году в США вышел первый порно-фильм для геев «Парни в песке», окупившийся уже в первый день показа в кинотеатре и заложивший начало эпохи порношика, характеризующейся показом порнографических фильмов в мейнстримовых кинотеатрах.
В 1970-х годах тема однополых отношений также появляется в американском эксплуатационном кино, например в фильмах Энди Уорхола с Джо Даллесандро в главной роли.
В 1970-х годах американский коммерческий кинематограф в погоне за сенсацией и трендами также начинает спекулировать стереотипными образами ЛГБТ, пытаясь таким образом увеличить кассовые сборы. В 1975 году вышел фильм «Шоу ужасов Рокки Хоррора» с главным героем-трансвеститом, который до 1990-х годов оставался единственным голливудским фильмом, без стеснения повествующим о гомосексуальности. В фильме «Разыскивающий» (1980) показываются шокирующие своей откровенностью сцены, а фильм «Тутси» (1982) и ремейк «Виктор/Виктория» (1982) эксплуатируют комичные образы кроссдрессеров. В 1970-80-х годах вышло несколько фильмов режиссёра Джона Уотерса с дрэг-квин Дивайн в главной роли.

### Независимое кино и мейнстримовый кинематограф
Постепенно гомосексуальная тематика из грайндхауса стала проникать в артхаус и коммерческий кинематограф. Серьёзные и реалистичные изображения гомосексуальных мужчин и женщин и однополых взаимоотношений в кино появляются с 1980-х годов, что связано в основном с независимыми ЛГБТ-кинематографистами — в первую очередь с движением Queer Cinema.
В начале 1980-х в США выходит фильм «Лиана» (1983), рассказывающий о эмансипации молодой лесбиянки, и документальная лента «Времена Харви Милка» (1984), повествующая о гомосексуальном политике из Сан-Франциско. Внимание публики также приковывали андеграундные фильмы Брюса Лабрюса. Фильмы «Неприкаянные сердца» (1985), «Тельма и Луиза» (1991), «Связь» (1996) и «Лучше шоколада» (1999), затрагивающие лесбийскую тематику, уже двигались в направлении мейнстримового кинематографа.
Первый поцелуй между мужчинами в Голливуде можно увидеть в фильме «Занимаясь любовью» (1982) Артура Хиллера. Однако лишь с фильмом «Филадельфия» (1993) Джонатана Демми однополая любовь впервые была тематизирована в большом коммерческом кино. С 1990-х годов гомосексуальная тематика перестаёт быть табу в мировом кинематографе и даже проникает в азиатское кино. На современном этапе изображения однополых отношений в кинематографе нормальным является показ обычных людей и их любовных переживаний, а также обращение к вопросам дискриминации гомосексуальных и бисексуальных людей. К наиболее значительным мейнстримовым кинолентам с гомоэротическим содержанием можно отнести американские фильмы «Неисправимые» (1999), «Горбатая гора» (2005) и «Детки в порядке» (2010).

## Азиатский кинематограф
Гомосексуальную тематику затрагивают также, например, фильмы «Свадебный банкет» (Тайвань-США, 1993), «Восточный дворец, западный дворец» (Франция-КНР, 1996), «Огонь» (Индия-Канада, 1996), «Счастливы вместе» (Япония-Корея-Гонконг, 1997), «Высокое искусство» (США, 1998).
В индийском кинематографе гомосексуальные персонажи появляются уже в 1970-х годах, однако лишь в качестве карикатурных персонажей. В 2008 году на экраны выходит фильм «Близкие друзья», в которых два главных героя, влюблённых в одну и ту же девушку, изображают гей-пару. Реалистичные же изображения однополых отношений долгое время оставались уделом авторских и андеграундных фильмов. Первым индийским мейнстримовым фильмом об отношениях между мужчинами стал вышедший в 2010 году фильм  «Не знаю почему», в котором впервые был также показан настоящий гей-поцелуй. После того, как фильм вышел на экраны, семья актёра Ювраджа Парашара, сыгравшего одного из главных героев, разорвала с ним все контакты и лишила наследства. Хотя поцелуй между двумя мужчинами присутствовал и в «Близких друзьях», там это был поцелуй между двумя гетеросексуалами, совершённый в качестве наказания после того, как их разоблачили.